# Paul Dijkman
Paul Dijkman (12 oktober 1954) is een Nederlands beeldend kunstenaar, schrijver en architectuurfilosoof.

## Levensloop
Dijkman is de zoon van Hans Dijkman en Theresia van Mook. Zijn oom aan zijn moeders kant is kunstenaar Piet van Mook, zijn grootvader is kunstenaar Harry van Mook. Dijkman is sinds zijn tienerjaren bezig met beeldende kunst. Na zijn architectuurstudie aan de Technische Universiteit van Delft ontwierp hij enkele gebouwen. Zijn stijl was een tegenreactie op het modernisme dat hij als kil en rationeel ervoer.
In 1988 opende hij in Amsterdam het ‘Bureau voor subjectieve architectuur en bouwanalyse’. 
In 1992 verscheen zijn eerste boek: ‘Harteloze Gebouwen en de dierentuin van de mens – een aanval op het modernisme en opening tot een nieuwe architectuur’ bij Uitgeverij Uniepers. Hierna bracht hij een reeks publicaties uit over stedenbouwkundige en maatschappelijke structuren. Daarnaast publiceerde hij enkele romans, waaronder Het Lot en Het Mannenmoeras.

## Bibliografie

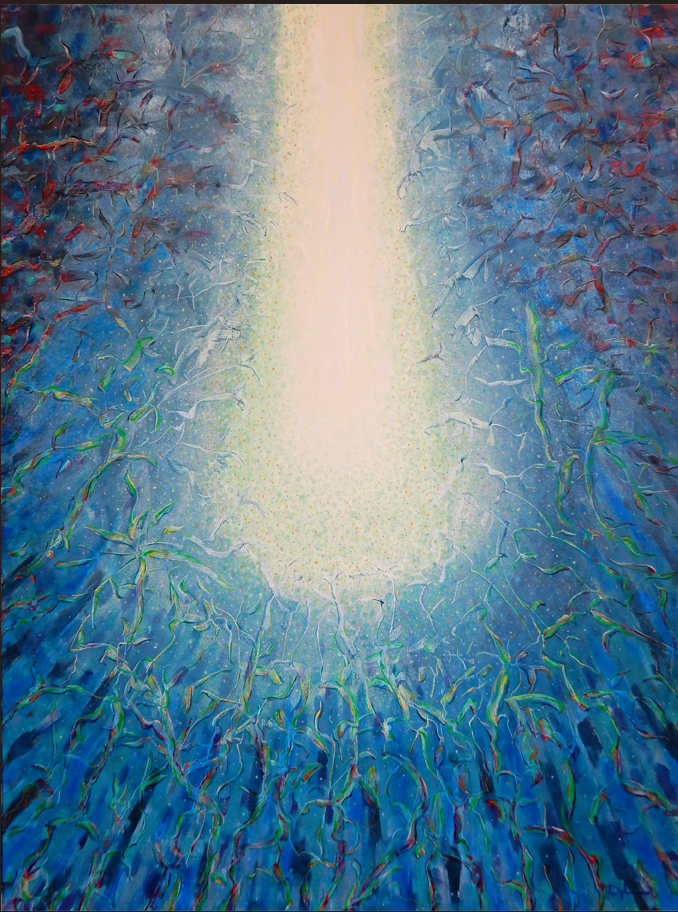
Licht, olieverf op linnen (160 x 120 cm).

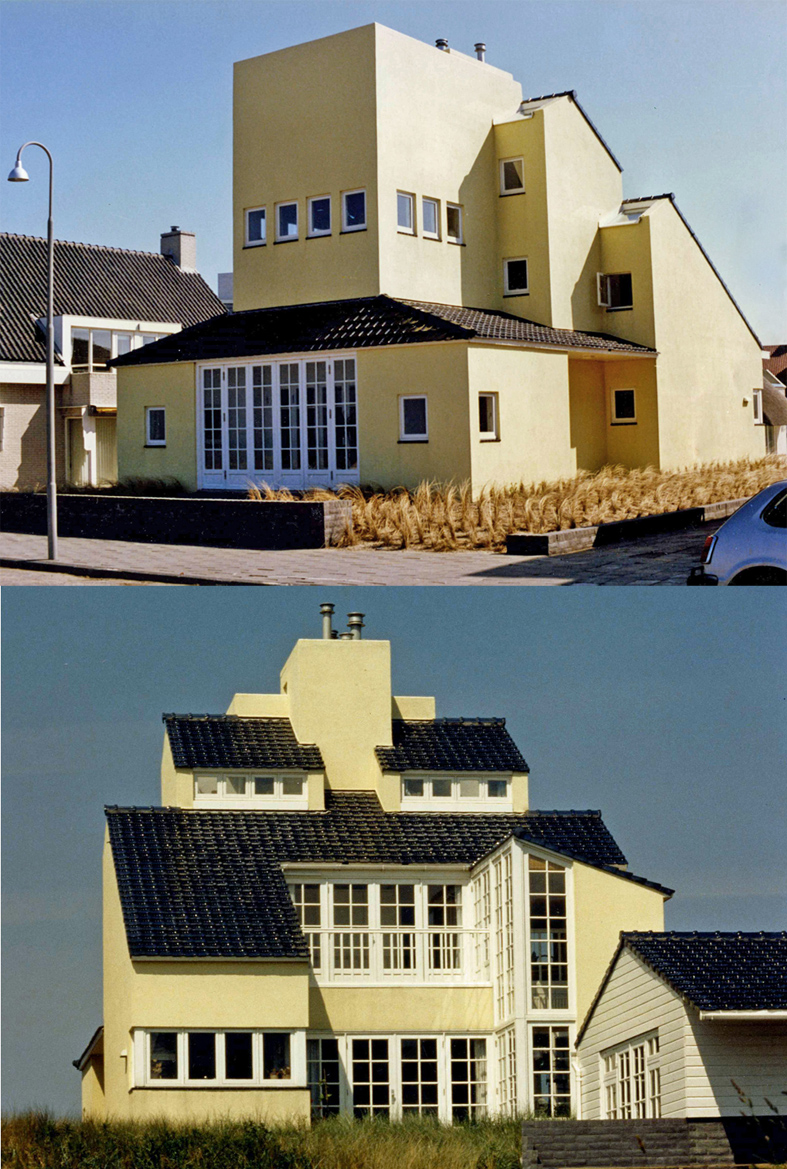
Huis aan Zee, Noordwijk

## Privé
Dijkman was gehuwd met Leontine van de Stadt (1963 – 2019), kunsthistorica, regisseur en producent van natuurfilms.

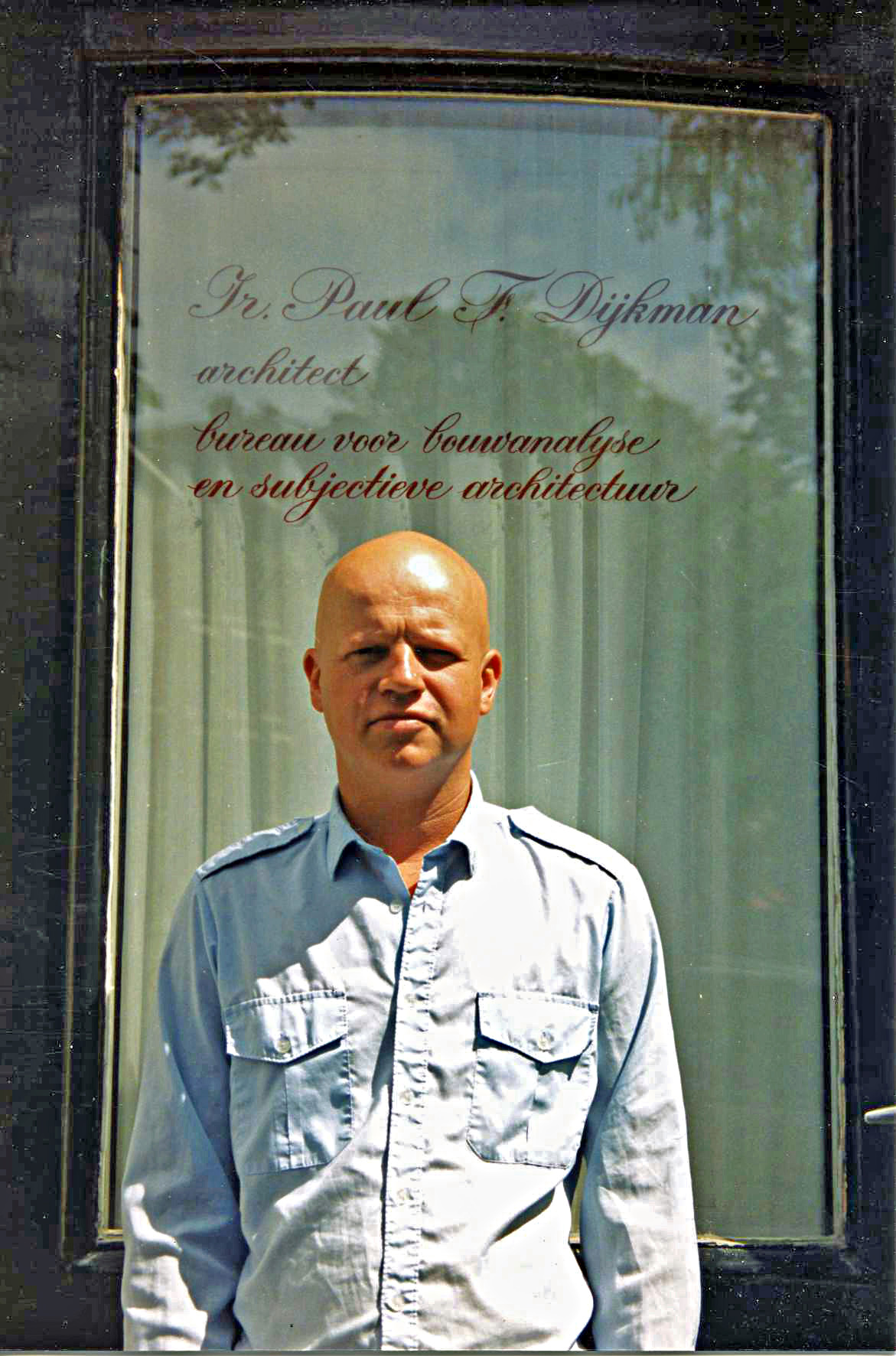
Paul Dijkman voor het bureau voor bouwanalyse en subjectieve architectuur (1989).

### Boeken
- Harteloze Gebouwen en de dierentuin voor de mens – een aanval op het modernisme en opening tot een nieuwe architectuur (1992), Uitgeverij Uniepers[4]
- Nieuwbouw en Sfeer – handboek voor architectonische sferen (2006), Uitgeverij IJzer[5]
- Het Lot (2007), Uitgeverij IJzer[6]
- De structuur van het geluk (2008), Uitgeverij IJzer[7]
- De kracht van onzekerheid – leven tussen chaos en orde (2018), Uitgeverij IJzer[8]
- Het Mannenmoeras (2020), Uitgeverij IJzer[9]
- Het Dictaat van de Toekomst of Het Lot (2020) 2e herziene uitgave van Het Lot, Uitgeverij Singulier[10]
- Leve de contradictie! - De kracht van onzekerheid (2022), 2e geactualiseerde uitgave van De kracht van onzekerheid, Uitgeverij Singulier[11]
- Gezonde Steden, Gezonde Dorpen – overwegingen bij het ontwerpen van Blue Zones (2023) Uitgeverij Singulier[12]
- Het Gelukkige Conflict - Filosofische bespiegelingen over onzekerheid, ongemak en tolerantie in stadsontwerp en maatschappij, Uitgeverij Singulier

### Essays en artikelen
- De Dierentuin van de mens (2003) essay, PBV. ISBN 9789090164656
- Bedrijf geen propaganda met staatsgeld (2010) opinieartikel NRC[13]
- Het bankje bij het Kulturhus – over de inpassing van multifunctionele gebouwen (2011) essay en film, opdracht van de provincies Overijssel en Gelderland in samenwerking met Kunst & Wunderkammer).[14]
- Hoogbouw (2011) essay, opdracht van de provincie Gelderland).[15]
- Dijkman en Bosse gaan op stap (2021-heden) Reeks architectuur- en stedenbouwkritieken, samen met Mieke Bosse voor INTBAU, the International Network for Traditional Building, Architecture & Urbanism[16]

## Interviews
- Decorum (kunsttijdschrift), 1988, interview door Ernie Mellegers: Paul Dijkman - Wilsanalyse en subjectieve architectuur.
- VIEW, nr. 3, 2003 (Hopman Interheem Groep) – Paul Dijkman: We willen de straat terug als sociale ruimte.
- ArchitectuurNL, #01 / 2010 - Paul Dijkman: Diversiteit in stedelijke structuren en architectuur.
- Vruchtbare Aarde, ed. 2/2018 – Paul Dijkman: Geef Vrouwe Fortuna haar plek terug.

## Citaties
- Architectuurjaarboek 2009/10, Wel of geen stijl .
- Jacques Tati, Een kwestie van kijken (2011), filosofe Ann Meskens (Lemniscaat)
- De Thigmofiel (2015), Midas Dekker (Atlas Contact)
- Een nieuwerwetse structuur, Sanne van Drenth (2019), inclusief briefwisseling met Dijkman .
- Stadspatronen, Sanne van Drenth (2023) .